# Azérat
Ne doit pas être confondu avec Azerat.
Azérat est une commune française située dans le département de la Haute-Loire, en région Auvergne-Rhône-Alpes.

## Géographie

### Localisation
La commune d'Azérat se trouve dans le département de la Haute-Loire, en région Auvergne-Rhône-Alpes.
Elle se situe à 67 km par la route du Puy-en-Velay, préfecture du département, à 11 km de Brioude, sous-préfecture, et à 9 km de Sainte-Florine, bureau centralisateur du canton de Sainte-Florine dont dépend la commune depuis 2015 pour les élections départementales.
Les communes les plus proches sont : 
Cohade (2,8 km), Auzon (3,4 km), Saint-Hilaire (4,8 km), Vergongheon (5,0 km), Vézézoux (5,4 km), Bournoncle-Saint-Pierre (5,4 km), Agnat (5,6 km), Saint-Jean-Saint-Gervais (5,8 km).
| Vergongheon | Auzon  | Saint-Hilaire |
|             | Azérat | Agnat         |
| Cohade      |        | Lamothe       |

### Climat
Pour des articles plus généraux, voir Climat d'Auvergne-Rhône-Alpes et Climat de la Haute-Loire.
En 2010, le climat de la commune est de type climat océanique dégradé des plaines du Centre et du Nord, selon une étude du Centre national de la recherche scientifique s'appuyant sur une série de données couvrant la période 1971-2000. En 2020, Météo-France publie une typologie des climats de la France métropolitaine dans laquelle la commune est exposée à un climat de montagne ou de marges de montagne et est dans la région climatique Nord-est du Massif Central, caractérisée par une pluviométrie annuelle de 800 à 1 200 mm, bien répartie dans l’année.
Pour la période 1971-2000, la température annuelle moyenne est de 10,9 °C, avec une amplitude thermique annuelle de 16,7 °C. Le cumul annuel moyen de précipitations est de 657 mm, avec 8 jours de précipitations en janvier et 6,3 jours en juillet. Pour la période 1991-2020, la température moyenne annuelle observée sur la station météorologique de Météo-France la plus proche, « Fontannes », sur la commune de Fontannes à 9 km à vol d'oiseau, est de 11,4 °C et le cumul annuel moyen de précipitations est de 611,9 mm,. Pour l'avenir, les paramètres climatiques de la commune estimés pour 2050 selon différents scénarios d'émission de gaz à effet de serre sont consultables sur un site dédié publié par Météo-France en novembre 2022.

## Urbanisme

### Typologie
Au 1er janvier 2024, Azérat est catégorisée commune rurale à habitat très dispersé, selon la nouvelle grille communale de densité à sept niveaux définie par l'Insee en 2022.
Elle est située hors unité urbaine. Par ailleurs la commune fait partie de l'aire d'attraction de Brioude, dont elle est une commune de la couronne,. Cette aire, qui regroupe 39 communes, est catégorisée dans les aires de moins de 50 000 habitants,.

### Occupation des sols
L'occupation des sols de la commune, telle qu'elle ressort de la base de données européenne d’occupation biophysique des sols Corine Land Cover (CLC), est marquée par l'importance des territoires agricoles (49,9 % en 2018), une proportion sensiblement équivalente à celle de 1990 (49,7 %). La répartition détaillée en 2018 est la suivante : 
forêts (48,7 %), prairies (30,4 %), terres arables (19,5 %), zones urbanisées (1,4 %). L'évolution de l’occupation des sols de la commune et de ses infrastructures peut être observée sur les différentes représentations cartographiques du territoire : la carte de Cassini (XVIIIe siècle), la carte d'état-major (1820-1866) et les cartes ou photos aériennes de l'IGN pour la période actuelle (1950 à aujourd'hui).

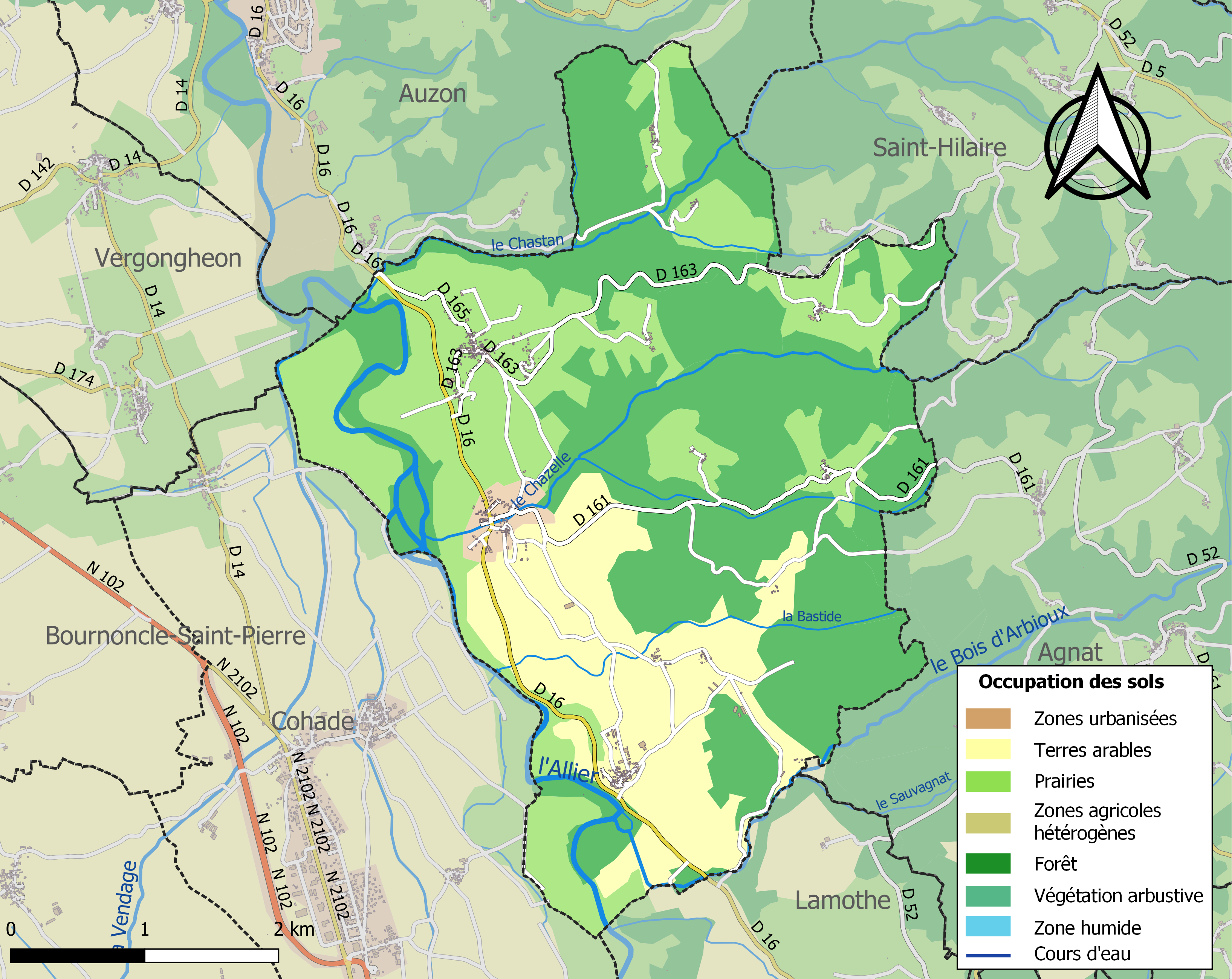
Carte des infrastructures et de l'occupation des sols de la commune en 2018 (CLC).
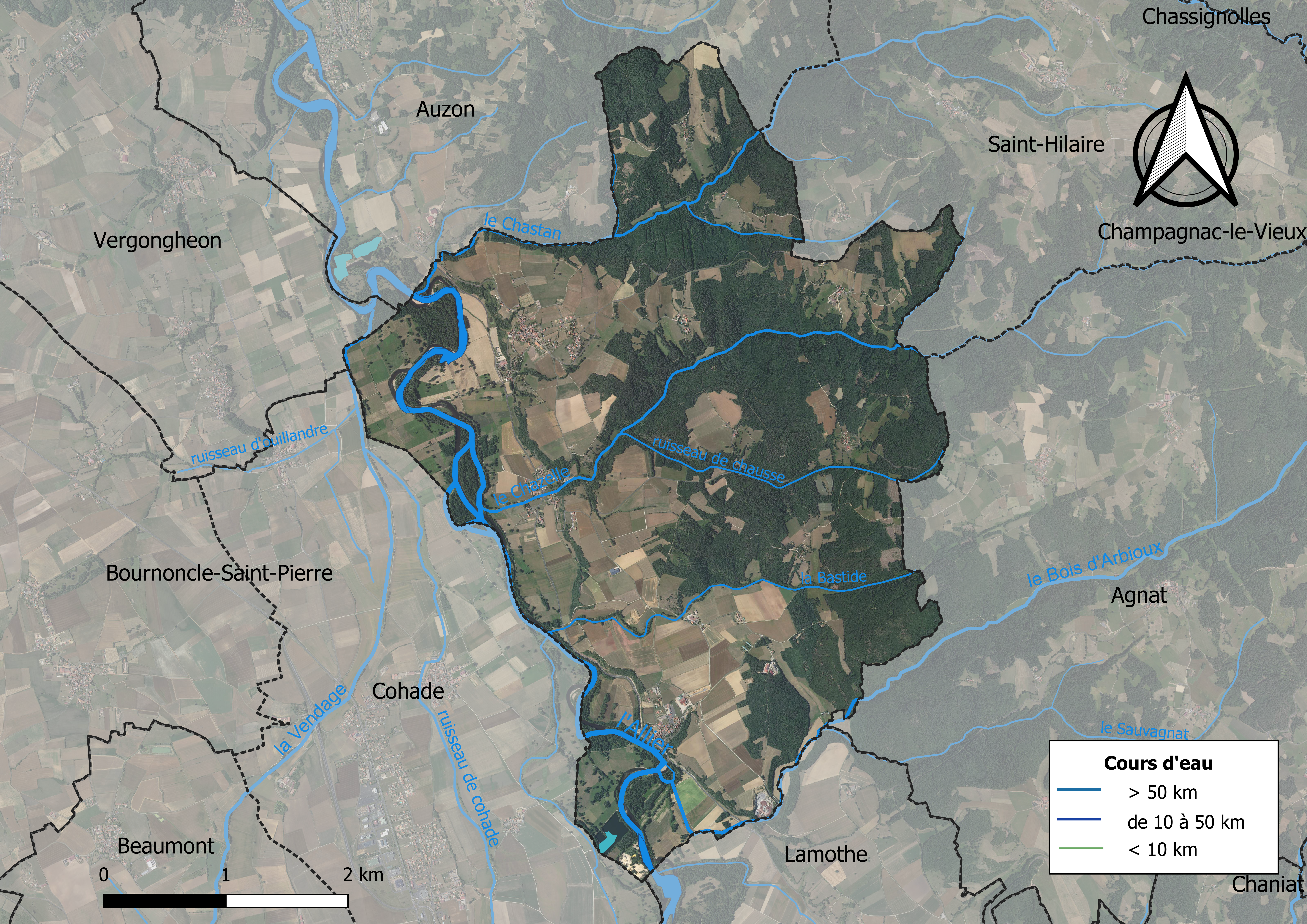
Carte orthophotographique de la commune.

### Lieux-dits
- Allevier Alverio
- Chadriat, maison forte

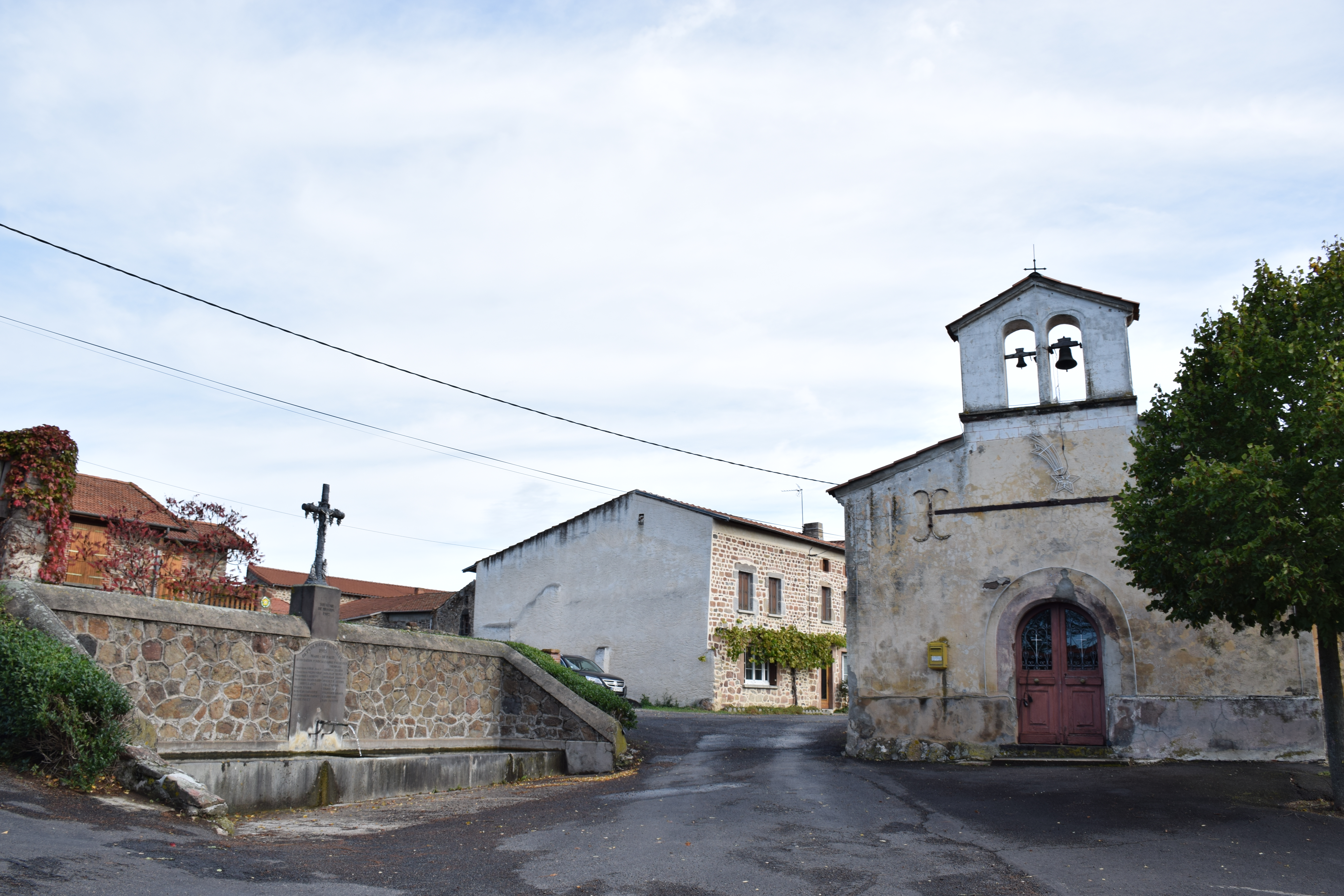
Le lieu-dit « Allevier ».

- Chamalière, « Villa de Chamaleira ».
- Chausse Lo Chauce
- Chazelle Villa Casalellas
- Clémensat, source Saint Odilon.
- Côte Rouge
- Fouret
- Jauria Lauriago, Gauriago
- Le Cros, au XIXe siècle les Morel de La Colombe habitaient au Cros.
- Lindes, Le batteau de leinde, 1640[15] Prieuré de La Chaise-Dieu[16].
- Rigoux
- Triozon (Peut-être préfixe TRI, au-delà, de l´autre côté de, indiquant une ancienne limite de la communauté d'Auzon)
- La Bastide
- Domaine de Puybaudry. Dans ce petit fort était établi un péage. Connu depuis le XIIIe siècle, la taxe était levée au profit des moines de la Chaise-Dieu.
- Gourdon, Perouge, Pauriat, Chauderasse, Chastagnier, chausse,
- La Couarde, Le Bouchatrot, Les Iles, Les Ormeaux, Champ Dollan, Marcoux, Champ Magaud, Les Prés, Cote Rouge, Le Méze, Le Bos, Le Pireyre, La Graille, Rouland, La Vigerie, Les Verdiers, La Boucharelle, Bois d'arbioux, La Peyraille, Gondolle, Le festre, Le Crouzet, Font Morie, Les Vizades, Bois de la chatte, Le Rey, Le Cheylat, Puy Claroux, Le Bousquet, Peyjadiu, Le couti, signe longue, Le Filiant,
- La Broe Lo Coderc de la bro, La Broc
- Saugiat, Villa Satiag, . Loc. Disp
- Teinat  Caisnago, Tanago.

La Leuge, Mansus de la Logia .
Rivus de Gozealague, ruisseau 
Le Chadriat, ruisseau.
Le Lindes, ruisseau
Le Cros, ruisseau
L'écluse de Salvain sous Alvier
Il serait fort utile de constituer ici, la liste des noms de lieux provenant du cadastre napoléonien. Cette liste aura comme intérêt d'aider les toponymistes et historiens qui s'intéressent à ce terroir. La liste ci-dessous concerne le cadastre actuel. (Avis aux chercheurs)

### Habitat et logement
En 2018, le nombre total de logements dans la commune était de 190, alors qu'il était de 183 en 2013 et de 169 en 2008.
Parmi ces logements, 68,4 % étaient des résidences principales, 16,3 % des résidences secondaires et 15,3 % des logements vacants. Ces logements étaient pour 98,4 % d'entre eux des maisons individuelles et pour 1,6 % des appartements.
Le tableau ci-dessous présente la typologie des logements à Azérat en 2018 en comparaison avec celle de la Haute-Loire et de la France entière. Une caractéristique marquante du parc de logements est ainsi une proportion de résidences secondaires et logements occasionnels (16,3 %) supérieure à celle du département (16,1 %) et à celle de la France entière (9,7 %). Concernant le statut d'occupation de ces logements, 83,8 % des habitants de la commune sont propriétaires de leur logement (78,5 % en 2013), contre 70 % pour la Haute-Loire et 57,5 pour la France entière.
| Typologie                                               | Azérat | Haute-Loire | France entière |
| ------------------------------------------------------- | ------ | ----------- | -------------- |
| Résidences principales (en %)                           | 68,4   | 71,5        | 82,1           |
| Résidences secondaires et logements occasionnels (en %) | 16,3   | 16,1        | 9,7            |
| Logements vacants (en %)                                | 15,3   | 12,4        | 8,2            |

## Toponymie
Anciennes mentions : Ecclesia de Azorag (vers 1011), Azeracus, Arezacus (1156), Azerac (1256), Aseracum, Aserat (1397), Azerat (1401).
Selon Albert Dauzat, le toponyme Azérat dériverait du nom latin d'homme Acer, ou du latin acer signifiant « audacieux », auquel s'ajouterait le suffixe -acum.

## Politique et administration

### Découpage territorial
La commune d'Azérat est membre de la communauté de communes Auzon Communauté, un établissement public de coopération intercommunale (EPCI) à fiscalité propre créé le 21 décembre 2000 dont le siège est à Auzon. Ce dernier est par ailleurs membre d'autres groupements intercommunaux.
Sur le plan administratif, elle est rattachée à l'arrondissement de Brioude, au département de la Haute-Loire, en tant que circonscription administrative de l'État, et à la région Auvergne-Rhône-Alpes.
Sur le plan électoral, elle dépend du canton de Sainte-Florine pour l'élection des conseillers départementaux, depuis le redécoupage cantonal de 2014 entré en vigueur en 2015, et de la deuxième circonscription de la Haute-Loire   pour les élections législatives, depuis le redécoupage électoral de 1986.

### Élections municipales et communautaires

#### Élections de 2020
Le conseil municipal d'Azérat, commune de moins de 1 000 habitants, est élu au scrutin majoritaire plurinominal à deux tours avec candidatures isolées ou groupées et possibilité de panachage. Compte tenu de la population communale, le nombre de sièges à pourvoir lors des élections municipales de 2020 est de 11. La totalité des onze candidats en lice est élue dès le premier tour, le 15 mars 2020, avec un taux de participation de 63,81 %.
Gérard Bonjean, maire sortant, est réélu pour un nouveau mandat le 23 mai 2020.
Dans les communes de moins de 1 000 habitants, les conseillers communautaires sont désignés parmi les conseillers municipaux élus en suivant l’ordre du tableau (maire, adjoints puis conseillers municipaux) et dans la limite du nombre de sièges attribués à la commune au sein du conseil communautaire. Un siège est attribué à la commune au sein de la communauté de communes Auzon Communauté.

#### Liste des maires
| Période                                  | Période                     | Identité       | Étiquette | Qualité |
| ---------------------------------------- | --------------------------- | -------------- | --------- | ------- |
| Les données manquantes sont à compléter. |                             |                |           |         |
| mars 2001                                | En cours (au 19 avril 2019) | Gérard Bonjean | DVG       |         |

### Tendances politiques et résultats
| Scrutin             | Scrutin             | 1er tour | 1er tour | 1er tour | 1er tour | 1er tour    | 1er tour | 1er tour | 1er tour | 1er tour | 1er tour | 1er tour | 1er tour | 2d tour | 2d tour | 2d tour | 2d tour | 2d tour | 2d tour |
| Scrutin             | Scrutin             | 1er      | 1er      | %        | 2e       | 2e          | %        | 3e       | 3e       | %        | 4e       | 4e       | %        | 1er     | 1er     | %       | 2e      | 2e      | %       |
| ------------------- | ------------------- | -------- | -------- | -------- | -------- | ----------- | -------- | -------- | -------- | -------- | -------- | -------- | -------- | ------- | ------- | ------- | ------- | ------- | ------- |
| Présidentielle 2017 | Présidentielle 2017 |          | EM       | 24,41    |          | RN          | 23,47    |          | LFI      | 21,60    |          | LR       | 11,74    |         | EM      | 63,95   |         | RN      | 36,05   |
| Présidentielle 2022 | Présidentielle 2022 |          | EM       | 25,74    |          | RN          | 23,76    |          | LFI      | 18,32    |          | LR       | 6,93     |         | RN      | 50,00   |         | EM      | 50,00   |
| Législatives 2022   | 2e                  |          | LR       | 50,34    |          | LFI (NUPES) | 20,69    |          | PR (ENS) | 11,72    |          | RN       | 8,28     |         | LR      | 67,16   |         | LFI     | 32,84   |
| Législatives 2024   | 2e                  |          | LR       | 46,96    |          | RN          | 24,31    |          | PS (NFP) | 22,10    |          | RE (ENS) | 5,52     |         | LR      | 69,57   |         | RN      | 30,43   |

## Population et société

### Démographie

#### Évolution démographique
L'évolution du nombre d'habitants est connue à travers les recensements de la population effectués dans la commune depuis 1793. Pour les communes de moins de 10 000 habitants, une enquête de recensement portant sur toute la population est réalisée tous les cinq ans, les populations de référence des années intermédiaires étant quant à elles estimées par interpolation ou extrapolation. Pour la commune, le premier recensement exhaustif entrant dans le cadre du nouveau dispositif a été réalisé en 2008.

En 2022, la commune comptait 294 habitants, en évolution de +9,7 % par rapport à 2016 (Haute-Loire : +0,36 %, France hors Mayotte : +2,11 %).
| 1793 | 1800 | 1806 | 1821 | 1831 | 1836 | 1841 | 1846 | 1851 |
| ---- | ---- | ---- | ---- | ---- | ---- | ---- | ---- | ---- |
| 545  | 706  | 702  | 626  | 626  | 674  | 672  | 646  | 612  |

| 1856 | 1861 | 1866 | 1872 | 1876 | 1881 | 1886 | 1891 | 1896 |
| ---- | ---- | ---- | ---- | ---- | ---- | ---- | ---- | ---- |
| 658  | 624  | 648  | 602  | 619  | 583  | 618  | 590  | 557  |

| 1901 | 1906 | 1911 | 1921 | 1926 | 1931 | 1936 | 1946 | 1954 |
| ---- | ---- | ---- | ---- | ---- | ---- | ---- | ---- | ---- |
| 552  | 540  | 515  | 436  | 412  | 387  | 350  | 288  | 304  |

| 1962 | 1968 | 1975 | 1982 | 1990 | 1999 | 2006 | 2008 | 2013 |
| ---- | ---- | ---- | ---- | ---- | ---- | ---- | ---- | ---- |
| 268  | 252  | 234  | 240  | 285  | 274  | 266  | 264  | 266  |

| 2018 | 2022 | - | - | - | - | - | - | - |
| ---- | ---- | - | - | - | - | - | - | - |
| 279  | 294  | - | - | - | - | - | - | - |

#### Pyramide des âges
En 2018, le taux de personnes d'un âge inférieur à 30 ans s'élève à 29,4 %, soit en dessous de la moyenne départementale (31 %). À l'inverse, le taux de personnes d'âge supérieur à 60 ans est de 30,8 % la même année, alors qu'il est de 31,1 % au niveau départemental.
En 2018, la commune comptait 136 hommes pour 143 femmes, soit un taux de 51,25 % de femmes, légèrement supérieur au taux départemental (50,87 %).
Les pyramides des âges de la commune et du département s'établissent comme suit.
| Hommes | Classe d’âge | Femmes |
| ------ | ------------ | ------ |
| 0,7    | 90 ou +      | 2,1    |
| 5,9    | 75-89 ans    | 7,0    |
| 23,5   | 60-74 ans    | 22,4   |
| 22,1   | 45-59 ans    | 21,7   |
| 16,2   | 30-44 ans    | 19,6   |
| 11,8   | 15-29 ans    | 9,8    |
| 19,9   | 0-14 ans     | 17,5   |

| Hommes | Classe d’âge | Femmes |
| ------ | ------------ | ------ |
| 0,9    | 90 ou +      | 2,5    |
| 8,4    | 75-89 ans    | 11,7   |
| 20,4   | 60-74 ans    | 20,5   |
| 21,3   | 45-59 ans    | 20,3   |
| 16,8   | 30-44 ans    | 16,3   |
| 15,2   | 15-29 ans    | 13,2   |
| 17     | 0-14 ans     | 15,6   |

## Économie

### Revenus
En 2018, la commune compte 125 ménages fiscaux, regroupant 266 personnes. La médiane du revenu disponible par unité de consommation est de 21 800 € (20 800 € dans le département).

### Emploi
| Division       | 2008  | 2013  | 2018  |
| -------------- | ----- | ----- | ----- |
| Commune        | 7 %   | 7,4 % | 6,5 % |
| Département    | 6,3 % | 7,7 % | 7,7 % |
| France entière | 8,3 % | 10 %  | 10 %  |

En 2018, la population âgée de 15 à 64 ans s'élève à 168 personnes, parmi lesquelles on compte 78,6 % d'actifs (72 % ayant un emploi et 6,5 % de chômeurs) et 21,4 % d'inactifs,. En  2018, le taux de chômage communal (au sens du recensement) des 15-64 ans est inférieur à celui de la France et département, alors qu'en 2008 il était supérieur à celui du département et inférieur à celui de la France.
La commune fait partie de la couronne de l'aire d'attraction de Brioude, du fait qu'au moins 15 % des actifs travaillent dans le pôle,. Elle compte 29 emplois en 2018, contre 38 en 2013 et 28 en 2008. Le nombre d'actifs ayant un emploi résidant dans la commune est de 121, soit un indicateur de concentration d'emploi de 24 % et un taux d'activité parmi les 15 ans ou plus de 58,1 %.
Sur ces 121 actifs de 15 ans ou plus ayant un emploi, 22 travaillent dans la commune, soit 18 % des habitants. Pour se rendre au travail, 89,3 % des habitants utilisent un véhicule personnel ou de fonction à quatre roues, 9,9 % s'y rendent en deux-roues, à vélo ou à pied et 0,8 % n'ont pas besoin de transport (travail au domicile).

### Activités hors agriculture
12 établissements sont implantés  à Azérat au 31 décembre 2019. Le tableau ci-dessous en détaille le nombre par secteur d'activité et compare les ratios avec ceux du département,.
| Secteur d'activité                                                                                        | Commune | Commune | Département |
| Secteur d'activité                                                                                        | Nombre  | %       | %           |
| --- | ------- | ------- | ----------- |
| Ensemble                                                                                                  | 12      |         |             |
| Industrie manufacturière, industries extractives et autres                                                | 4       | 33,3 %  | (14,2 %)    |
| Construction                                                                                              | 1       | 8,3 %   | (13,9 %)    |
| Commerce de gros et de détail, transports, hébergement et restauration                                    | 3       | 25 %    | (28,8 %)    |
| Activités immobilières                                                                                    | 1       | 8,3 %   | (3,9 %)     |
| Activités spécialisées, scientifiques et techniques et activités de services administratifs et de soutien | 3       | 25 %    | (11,6 %)    |

Le secteur de l'industrie manufacturière, des industries extractives et autres est prépondérant sur la commune puisqu'il représente 33,3 % du nombre total d'établissements de la commune (4 sur les 12 entreprises implantées  à Azérat), contre 14,2 % au niveau départemental.

### Agriculture
La commune fait partie de la petite région agricole dénommée « plaine de Lembron ». En 2010, l'orientation technico-économique de l'agriculture  sur la commune est la production de bovins, orientation élevage et viande.
|                                   | 1988 | 2000 | 2010 |
| --------------------------------- | ---- | ---- | ---- |
| Exploitations                     | 23   | 15   | 13   |
| Superficie agricole utilisée (ha) | 678  | 608  | 791  |

Le nombre d'exploitations agricoles en activité et ayant leur siège dans la commune est passé de 23 en 1988 à 15 en 2000 puis à 13 en 2010, soit une baisse de 43 % en 22 ans. Le même mouvement est observé à l'échelle du département qui a perdu pendant cette période 43 % de ses exploitations. La surface agricole utilisée sur la commune a quant à elle augmenté, passant de 678 ha en 1988 à 791 ha en 2010. Parallèlement la surface agricole utilisée moyenne par exploitation a augmenté, passant de 29 à 61 ha.

## Culture locale et patrimoine

### Lieux et monuments
- L'église romane fortifiée, classée aux monuments historiques[42], XIe, XIIe et XVe siècles. Ce prieuré est connu dès le XIIe siècle. À l'origine, cet édifice semble avoir servi de chapelle au prieuré d'Azérat, lequel dépendait de l'abbaye de la Chaise-Dieu. Vers le XIVe ou le XVe siècle, la chapelle est érigée en église paroissiale. L'église primitive ne comportait qu'une nef de trois travées précédant la croisée d'un transept et l'abside à cinq pans. Ce transept semble n'avoir jamais été réalisé en entier, mais il a été amorcé du côté nord par la construction d'une absidiole et de l'arc doubleau à deux rouleaux, porté par deux colonnes engagées, qui ouvrait sur le croisillon nord. La façade occidentale a conservé son portail, sa fenêtre et son pignon du XIIe siècle. Au début du XVe siècle, la nef romane a été doublée d'un bas-côté nord voûté sur croisée d'ogive avec clefs historiées. L'étage du clocher est de la même époque. Ce clocher et le bas-côté sont certainement l'œuvre des moines de la Chaise-Dieu. La décoration extérieure de l'abside est caractéristique : les fenêtres sont inscrites sous un grand arc nettement brisé, mouluré sur l'arête et venant retomber sur une sorte d'abaque localisé aux contreforts.
- La source bénédictine.
- Port Sainte Radegonde d'Azerat puis Saint Jean d'Azerat.
- La mine de cuivre.
- Le château d'Azérat.
- La chapelle de Sainte Bonette d’Alvier dans le village d’Allevier[43],[44],[45].